# Romain Trolliet
Romain Trolliet (29 de agosto de 1988) es un deportista argelino que compitió en taekwondo. Ganó una medalla de oro en los Juegos Panafricanos de 2015 y una medalla de plata en el Campeonato Africano de Taekwondo de 2014.

## Palmarés internacional
| Juegos Panafricanos | Juegos Panafricanos               | Juegos Panafricanos | Juegos Panafricanos |
| Año                 | Lugar                             | Medalla             | Categoría           |
| ------------------- | --------------------------------- | ------------------- | ------------------- |
| 2015                | Brazzaville (República del Congo) | Medalla de oro      | –58 kg              |
| Campeonato Africano |                                   |                     |                     |
| Año                 | Lugar                             | Medalla             | Categoría           |
| 2014                | Túnez (Túnez)                     | Medalla de plata    | –58 kg              |